# Festival SOS 4.8
El Festival Estrella Levante SOS 4.8 fue un festival internacional de acción artística sostenible que tuvo lugar en la ciudad de Murcia, España el primer fin de semana del mes de mayo, y desde su primera edición se realizó en el recinto ferial "La Fica", junto al Auditorio y Centro de Congresos Víctor Villegas.
Es un evento que se inauguró en el año 2008 y se caracteriza porque no sólo ofreció en su cartel música en directo, sino que también abarcó otros campos como el arte contemporáneo, mediante SOS 4.8 Arte, y la reflexión del pensamiento contemporáneo, a través de SOS 4.8 Voces.
Fue conocido entre la comunidad joven por ser uno de los primeros festivales que abre la temporada de festivales de verano y por la sostenibilidad en la organización del evento, avalada por diversas organizaciones internacionales, como "Green’n’Clean", "Go Group" y "Agreener Festival".

## Historia
Bajo el nombre de "Festival Internacional de Acción Artística Murcia '08" se realizó la primera edición los días 2 y 3 de mayo de 2008. Su estructura giró en torno a tres ejes principales, que originaron el interesante formato que se ha mantenido en sucesivas ediciones.
El festival atrajo a Murcia las prácticas artísticas más dinámicas y rompedoras del panorama de la época. Con una duración de 48 horas (24 horas dedicadas a la creación en directo, y 24 horas dedicadas a la exposición) la primera edición se planeó sobre la base de la reflexión cultural sobre el desarrollo sostenible, y permitió crear un entorno multidisciplinar de participación entre los artistas y el público. Paralelamente también se desarrolló una programación nocturna con música de vanguardia, enmarcada dentro del SOS 4.8 Música, y una sección donde artistas e intelectuales compartieron con el público sus ideas acerca de un tema propuesto, dentro de la sección SOS 4.8 Voces.
En las primeras ediciones, en colaboración con el Ayuntamiento y la Universidad de Murcia se ofrecieron las Becas SOS, destinadas a personas que estudiaban doctorados, postgrados o masters en la Universidad de Murcia.
En la cuarta edición del festival, celebrada en el año 2011, entre sus actividades se añadieron una ruta de tapas por diferentes bares de la ciudad de Murcia a un precio reducido para personas que acreditaran su asistencia al festival. Por otro lado, se celebraron una serie de conciertos gratuitos (como de Standstill, Los últimos bañistas, Sr. Chinarro o Mujeres) durante la mañana de los días del sábado y del domingo en la céntrica Plaza de Las Flores en un nuevo apartado del festival denominado Aperitivo SOS.
A mediados del año 2011, se celebró en el Auditorio y Centro de Congresos Víctor Villegas un SOS 4.8 especial benéfico por Lorca, ciudad la cual días antes había sufrido un terrible terremoto de 5,1 grados perdiendo buena parte de su patrimonio y ocasionando la muerte de 10 personas.
Tras una votación llevada a cabo en la red social Facebook, se decidió que en la edición 2012 de SOS 4.8 todas las charlas que tuvieran lugar en SOS 4.8 Voces, así como la sección SOS 4.8 Arte y la propia imagen del festival girarían en torno a las series, en especial The Office, Los Soprano y Perdidos, por lo que el festival se centró en la temática titulada "Ficciones en Serie".

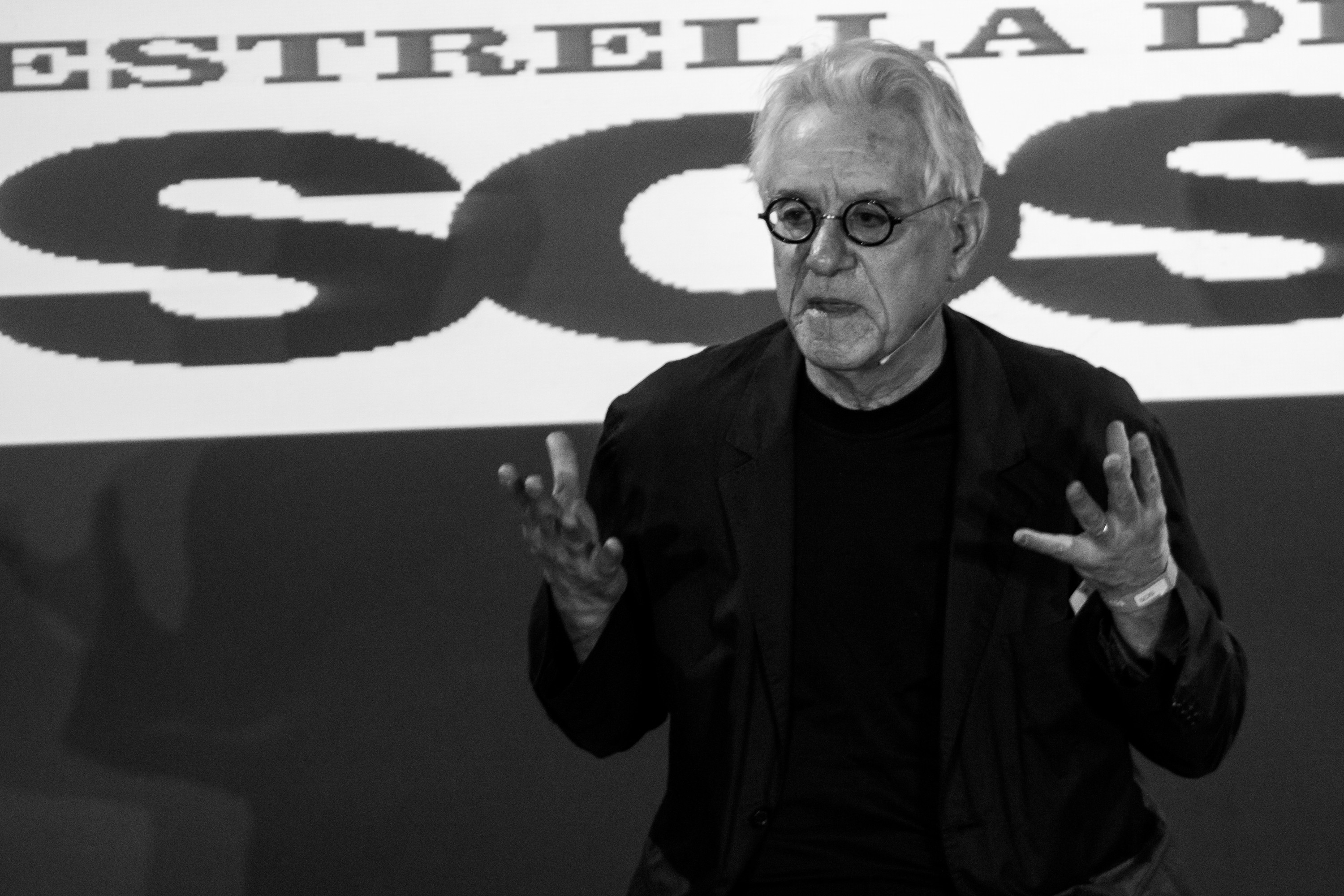
Greil Marcus en la séptima edición del SOS 4.8, año 2014.

La sexta edición del festival coincidió con el 50 Aniversario de Estrella Levante, principal patrocinador del festival, por lo que el festival contó con un concierto inaugural celebrado el Jueves 2 de mayo de 2013, en que actuaron los grupos M83, Second y Buffet Libre, con una asistencia de 15000 personas.
En la edición 2014, el SOS 4.8 fue el primer festival en utilizar los servicios de análisis de redes sociales a gran escala, mediante una herramenta que analizó la conversación en las redes sociales sobre todo lo que ocurrido durante el festival en tiempo real, pudiendo conocer al detalle los puntos más relevantes, qué concierto fue el que más ha gustado, el mejor puesto de comida o la opinión del público, por ejemplo. Además, se incorporó un nuevo escenario al recinto con el Escenario Food Events, que fue testigo del primer Jägermusic Showcase.
En 2015, el festival recibió cinco nominaciones a los Premios Fest, en las categorías de: Mejor Festival de Gran Formato, Mejor Campaña de Comunicación, Mejor Producción, Mejores Actividades Paralelas y Festival Más Sostenible. Finalmente, el SOS 4.8 recibió el galardón al festival con Mejores Actividades Paralelas.
El 23 de diciembre de 2016, la empresa organizadora del festival (LegalMusic), alegando desencuentros con la Administración pública, suspende la celebración de la décima edición del festival, dejando su futuro en el aire.
En febrero de 2017, la Región de Murcia anunció que había elegido a la empresa Producciones Baltimore para celebrar un nuevo festival en la ciudad, tras la cancelación del SOS por parte de Legal Music. El nuevo festival se llamaría WAM Estrella de Levante y es celebrado desde entonces en las mismas fechas y ubicación que el SOS 4.8.

## Festival
El Festival Estrella Levante SOS 4.8 basa su composición en torno a tres ejes fundamentales, que se dividen en música, arte y voces.

### SOS 4.8 Música
La parte musical de este proyecto pretende ser el reflejo de la vanguardia musical contemporánea. Acoge a grupos y solistas que marcan tendencia y de gran peso en el contexto musical, tanto locales, como nacionales y extranjeros. Su objetivo es cubrir diversos gustos y estilos musicales, entre los que destacan distintas propuestas de indie, pop, rock y electrónica. El festival dispone de cuatro escenarios entre los que distribuye el cartel musical. 

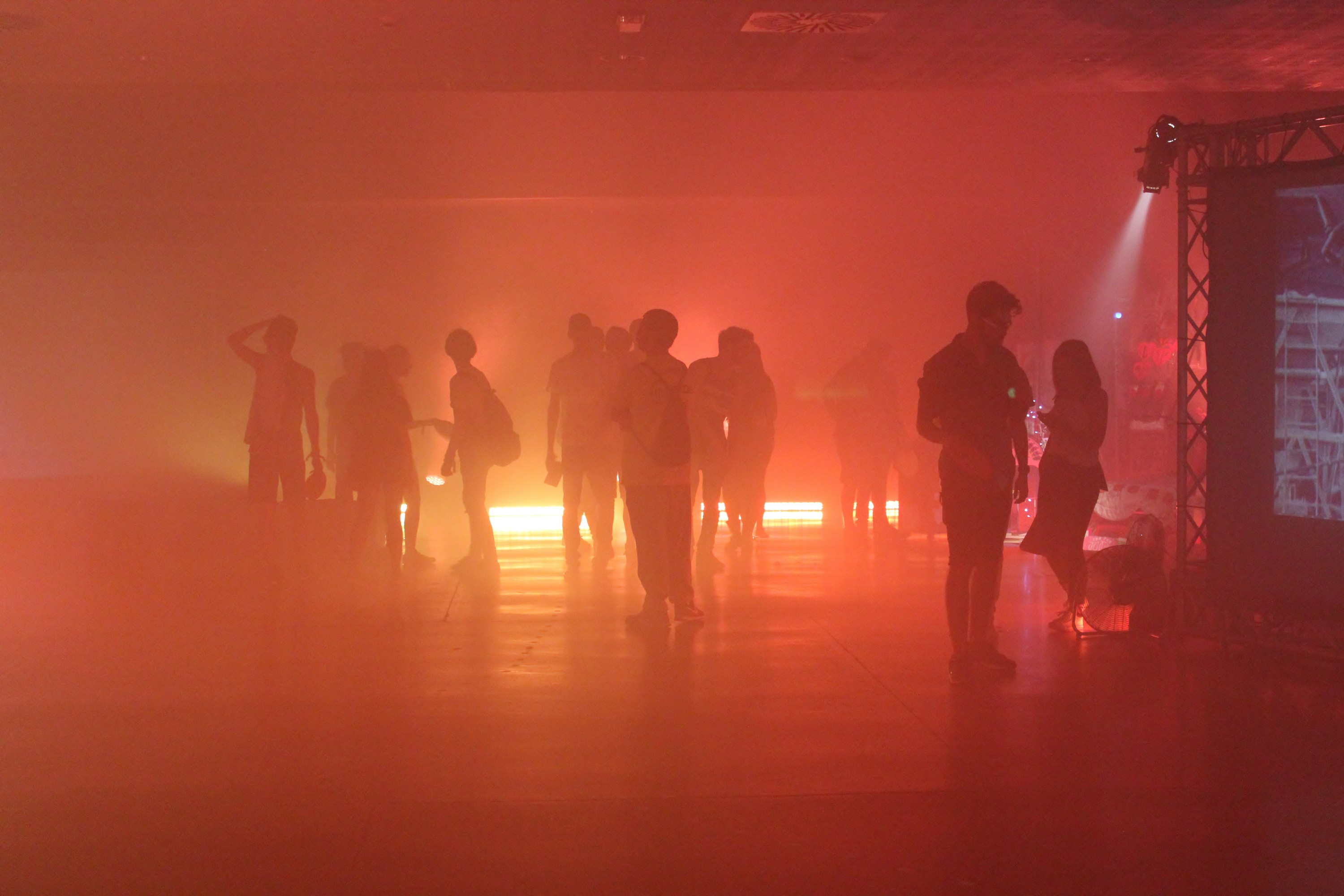
Espacio Arte SOS 4.8, edición 2015.

### SOS 4.8 Arte
Este festival dispone de un apartado para el arte, el cual recoge propuestas artísticas internacionales que reflejan el mundo urbano actual. En el espacio de exposiciones  Mustang Art cada artista aborda la temática del festival desde un punto de vista estético y conceptual, creando una atmósfera expositiva de completa sugestión. Tiene como finalidad convertir el entorno del festival en un núcleo con rasgos culturales de nivel nacional e internacional. Generalmente, y año tras año, estas exposiciones se han realizado en el edificio anexo al Auditorio y Centro de Congresos Víctor Villegas, dentro del mismo recinto del Festival SOS 4.8.

### SOS 4.8 Voces
El Estrella Levante SOS 4.8 cuenta también con un espacio reservado para la deliberación, que reúne a importantes figuras nacionales e internacionales del mundo del arte y el pensamiento contemporáneo, como científicos, economistas y filósofos actuales. En la sección Voces, los intelectuales incitan con sus conferencias y mesas redondas al pensamiento acerca del mundo en el que vivimos, en torno a una misma temática que cambia cada año. Además, también hay espacios para el coloquio y debate sobre temas de interés general y mesa abierta a la participación ciudadana.

## TalentoSOS
Desde la primera edición del festival, se ha venido realizando un concurso para grupos y proyectos musicales denominado TalentoSOS, con el fin de promocionar tanto a artistas nacionales como aquellos pertenecientes a la escena murciana. Los dos ganadores del concurso, el nacional y el local, son premiados con una actuación en Festival Estrella Levante SOS 4.8. 
A diferencias de otros años, en la edición 2016 del concurso de TalentoSOS estará dividida en tres áreas: una para grupos nacionales, otra para grupos de la Región de Murcia y otra para Dj’s también de la Región de Murcia.
Los finalistas son elegidos en una primera fase mediante votación popular a través de la red social Facebook y más tarde un jurado profesional se encarga de seleccionar a los ganadores. Los ganadores de TalentoSOS en cada una de las categorías obtienen como premio la posibilidad de actuar en el festival SOS 4.8. y además reciben una ayuda de 500 euros.
Oso Leone,  Varry Brava, Perro, Le Androide, The Parrots, Arsenal, That Girl With Dark Eyes, Diecinueve, El Estudiante Larry o Inkyes son algunas de las formaciones ganadoras de anteriores ediciones de TalentoSOS.

## Sostenibilidad
Una de las premisas del SOS 4.8 es la sostenibilidad y la reducción del impacto que el festival tiene en el entorno. Para ello cuentan con el apoyo de una consultoría de gestión ambiental y con un plan de acción que contiene: un plan de movilidad eficiente, proveedores locales y de comercio justo, apoyo y sensibilización en causas solidarias, cálculo y compensación de la huella de carbono del festival, recogida selectiva de residuos, formación de los trabajadores y reutilización de los materiales.
También tienen espacio en el festival diferentes asociaciones que trabajan por la sostenibilidad, tanto ambiental como social. Algunas ONGs que participan en el SOS 4.8 son: ACNUR, Amnistía Internacional, Amigos de la Tierra, Asociación Únicos, Colectivo Galáctico, Intermón Oxfam y Región de Murcia Limpia.

## Recinto

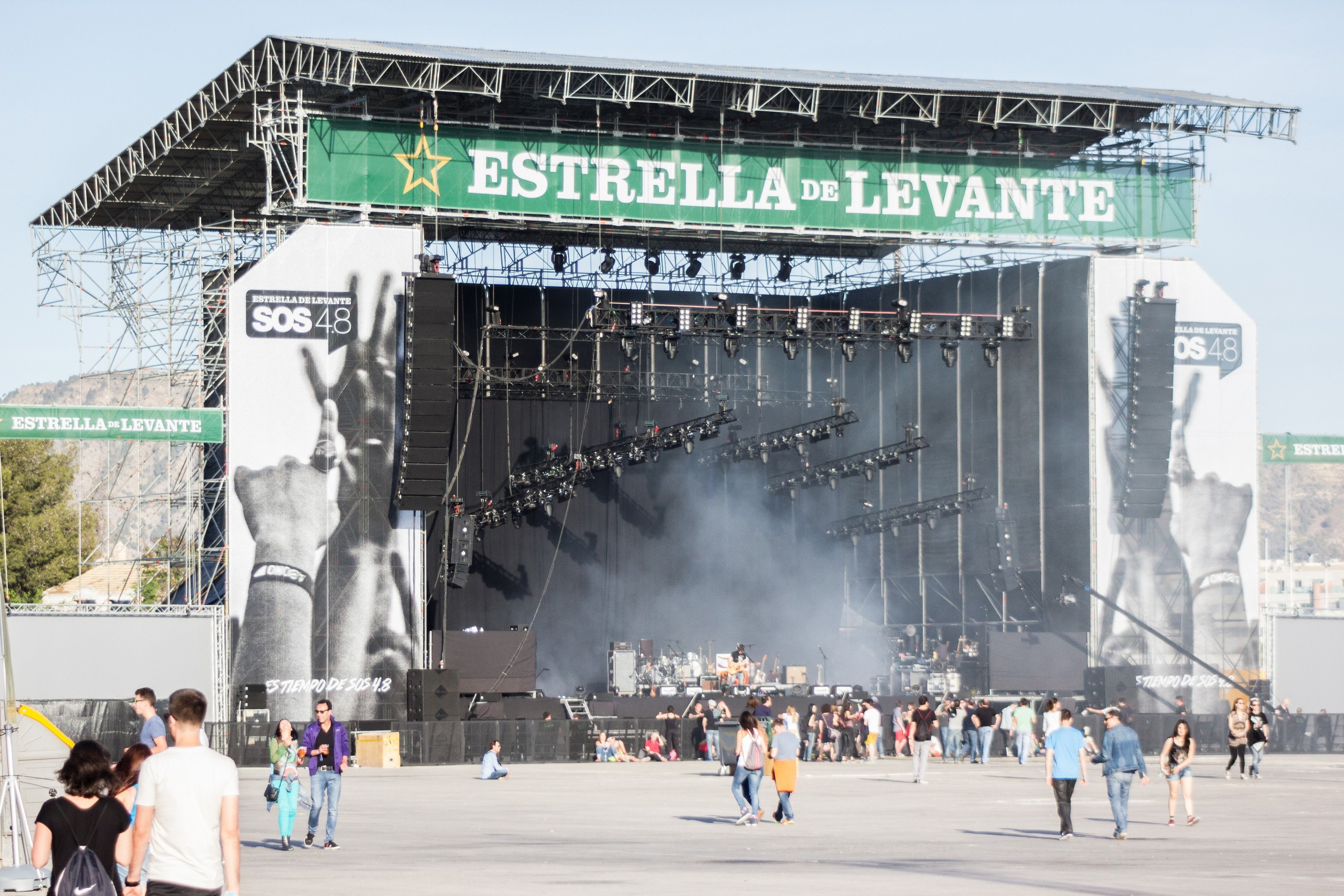
Escenario Estrella de Levante

El Festival Estrella Levante SOS 4.8 se celebra en el recinto ferial "La Fica", junto al Auditorio y Centro de Congresos Víctor Villegas de Murcia. En el recinto hay cuatro escenarios entre los que reparte el cartel musical: Estrella Levante (escenario principal), Inside (escenario 2), Jagërmeister y SOS Club.
Ofrece entre sus servicios una zona de acampada que se ha ido situando en distintas ubicaciones, en la edición del año 2013 hubo dos zonas de acampada: en el estadio de fútbol de La Condomina y en el Estadio de atletismo de Monte Romero, situado en el Campus de Espinardo de la Universidad de Murcia, al norte de la ciudad.
Para la novena edición,  se habilitará una nueva zona de acampada mejorada en el Estadio de La Flota, a 25 minutos a pie del recinto del festival, sin necesidad de utilizar autobuses como en ediciones anteriores. El espacio estará acondicionado con césped artificial y dispondrá de todos los servicios necesarios para poder disfrutar de la experiencia con comodidad y seguridad.